# Apremont, Ain
Apremont là một commune in the department of Ain in the Rhône-Alpes region in eastern Pháp.

## Demography
| 1962 | 1968 | 1975 | 1982 | 1990 | 1999 |
| ---- | ---- | ---- | ---- | ---- | ---- |
| 120  | 148  | 200  | 279  | 341  | 329  |